# Amobé Mévégué
Amobé Mévégué, né le 1er octobre 1968 à Yaoundé (Cameroun) et mort le 8 septembre 2021 à Asnières-sur-Seine, est un animateur, journaliste et producteur camerounais.

## Biographie

### Enfance et formation
Né au Cameroun en 1968, Amobé Mévégué arrive en France à l'âge de cinq ans. Diplômé d'un DEUG de communication et d'une licence d'études cinématographiques, il poursuit sa formation au Conservatoire libre du cinéma français de Paris (promotion 92/94). À cette époque, il travaille pour plusieurs radios africaines et antillaises (Tabala FM, Tropic FM, Media Tropical). Il réalise aussi des courts-métrages.

### Carrière
Dès le milieu des années 1980, il fait figure de pionnier en prenant part à l’aventure de Tabala FM, première radio africaine établie en France. C’est là qu’il déploie sa passion pour le journalisme essentiellement autour des questions de développement durable. Préalablement, il travaille pour Radio DOM, sur Tropic FM ayant pour mentor le producteur de télévision Gésip Légitimus qui le forme et l'initie au "franco-africanisme" en lui faisant rencontrer nombre d'artistes afro-descendants via son association La FANEF (Fédération des Artistes Noirs d'Expression Française), dont Kassav' et Manu Dibango, entre autres.
À partir de 1994, il produit Plein Sud, émission quotidienne diffusée pour plus de 45 millions d’auditeurs, sur les ondes de Radio France Internationale.
En 1996, en parallèle à ses activités chez RFI, il coproduit Africa Musica, le premier hit-parade des musiques africaines. Cette émission est diffusée sur le réseau des chaînes de télévisions nationales d’une trentaine de pays d’Afrique grâce à CFI (Canal France Internationale).
En 1998, sur MCM Africa, il invente avec Myriam Seurat, le premier talk-show quotidien de la diversité. La même année alors PDG de la société MVG, c'est aux côtés de son ami le célèbre journaliste ivoirien Joseph Andjou, qu'il produit pour Canal+ le film documentaire Abidjan on dit quoi autour du thème de l'humour ivoirien.
En 2000, il crée le magazine de presse écrite Afrobiz tiré à 50 000 exemplaires, ainsi que le site associé Afrobiz.com.
À partir de 2002, et pendant quatre saisons sur TV5Monde, pour l’émission Acoustic, il reçoit sur son plateau les plus grands noms de la musique internationale. Depuis 2010, il anime le journal de la culture musique de la chaîne d'information internationale France 24.
À partir de 2014, Amobé Mévégué anime, aux côtés de Lise-Laure Etia et de Christian Eboulé, le magazine mensuel Africanités dédié au continent africain et à tous les Africains qui rayonnent à travers le monde. Cette émission aborde les grands thèmes de société et la culture au sein de débats avec un invité fil rouge.
Durant la pandémie de Covid-19, il s’entoure de quelques professionnels de l’audiovisuel parmi lesquels Sandrine Dacier, Miss Mahop, Prince Bafouolo, Jahfajah, et crée un événement de prestige en ligne: le « WAN Show 2.0 » (World Wide Afro Network) auquel participent près de 200 personnalités de tous horizons : Youssou N’Dour, Chris Martin (Coldplay), Naomi Campbel, Kassav, Angélique Kidjo, Gad Elmaleh, l’ancien président ghanéen Jerry Rawlings, etc. Soutenu par l’Unesco, le WAN a connu deux éditions, en mai 2020 et 2021, lors de la Journée de l’Afrique.
Il préparait la production d’un long-métrage et d’une série avec Netflix. Il ambitionnait aussi de créer une banque d’archives visuelles du continent africain.
Dirigeant de média depuis la création du magazine Afrobiz, il est finalement à la tête de la chaîne de télévision panafricaine dont il est fondateur, Ubiznews, disponible en Afrique sur le Bouquet Canal Satellite, et en France sur le Câble.

### Engagement social
Pendant de longues années, par son engagement il a soutenu et promu de nombreuses initiatives en Afrique et dans la Caraïbe. Dès 1992, il crée l'association Paz une tune en création au sein de laquelle, il impulse de nombreux projets à vocation culturelle et sociale. Cet engagement se concrétise notamment par la création en 2004 de FAMOUS, le festival afro-asiatique des œuvres universelles de solidarité. Cette association qui a changé de dénomination, est désormais intitulée l'académie du plus beau rêve africain AMOBADAY, qui signifie Amobé Most Beautiful African Dream Academy for the Youth. Son but est de réaliser les rêves des porteurs de projets. Sa première grande opération s'est déployée à Libreville au Gabon.

### Mort
Il meurt le 8 septembre 2021 des suites d'un paludisme grave,,,.

## Filmographie

### Réalisations courts-métrages
- 1992 : Nola Darling
- 1994 : Tenue correcte exigée

### Production
- 1998 : Abidjan on dit quoi documentaire pour Canal +

### Acteur
- 2014 : Ceux de 14 (série TV), épisode Les Epages d'Olivier Schatzky : Pleine Lune